# Relaciones México-Polonia
Las naciones de México y Polonia establecieron relaciones diplomáticas formales por primera vez en 1928, sin embargo, los dos estados interactuaron de manera no oficial antes de esa fecha. Ya en 1519, el rey Segismundo I Jagellón de la Mancomunidad de Polonia-Lituania se enteró de México a través de mensajes con su enviado en España, Jan Dantyszek, quien mantuvo correspondencia con Hernán Cortés durante la Conquista de México. Varios inmigrantes polacos comenzaron a migrar al Virreinato de Nueva España (como se conocía anteriormente a México antes de su independencia). Las primeras oleadas de inmigrantes polacos a México comenzaron en 1830 y a principios del siglo XX debido a diversas circunstancias que afectaron a Polonia en ese momento, como insurrecciones, particiones y las dos guerras mundiales.
Ambas naciones son miembros de las Naciones Unidas y la Organización para la Cooperación y el Desarrollo Económicos. Las relaciones bilaterales entre México y Polonia se basan en la conexión histórica, el comercio y la confianza mutua entre ambas naciones.

## Historia
Durante la colonización española de México de 1519 a 1810, cualquier relación entre la Nueva España y la Mancomunidad de Polonia-Lituania habría sido a través de España. Después de algún tiempo, mientras México estaba obteniendo su independencia de España; Polonia, por el contrario, se encontraba invadida y dividida entre el Reino de Prusia, el Imperio Austrohúngaro y el Imperio ruso. 
En 1830 durante el Levantamiento de noviembre en Polonia; el primer grupo de inmigrantes polacos comenzaron a llegar a México, aunque muchos luego emigrarían a Estados Unidos. En 1861, durante la Segunda intervención francesa en México, aproximadamente 3,000 soldados polacos formaron parte del ejército invasor del Emperador Napoleón III Bonaparte, sin embargo, algunos desertaron y se unieron al ejército de Benito Juárez.
Al final de la Primera Guerra Mundial y después de la firma del Tratado de Versalles, Polonia obtuvo su independencia una vez más. En septiembre de 1921, el presidente mexicano Álvaro Obregón reconoció la soberanía nacional de Polonia. Ese mismo año, el Príncipe polaco Albert Radziwill, quien fue jefe de la legación polaca en Washington D. C., Estados Unidos, se reunió con diplomáticos mexicanos en la ciudad, estableciendo así el primer contacto oficial entre las dos naciones. Sin embargo, no fue hasta el 26 de febrero de 1928 que las relaciones diplomáticas entre los dos países se establecieron formalmente. En 1930, México y Polonia firmaron un Tratado de Amistad, Comercio y Navegación y México pronto abrió su primera legación diplomática en Varsovia.

Niños huérfanos polacos en Santa Rosa, Guanajuato.

En la década de 1930, las relaciones diplomáticas entre las dos naciones se hicieron difíciles con el ascenso de Adolf Hitler en Alemania, al oeste de Polonia y la siempre creciente Unión Soviética al este. En agosto de 1939, Alemania y la Unión Soviética firmaron un tratado de no agresión declarando que no se atacarían unos a otros si una guerra estallara en Europa y que compartirían entre ellos el territorio de Polonia. Este tratado debía ser conocido como el Pacto Molotov-Ribbentrop. Durante la Segunda Guerra Mundial, las relaciones diplomáticas entre México y Polonia nunca cesaron. México condenó con vehemencia la invasión y ocupación de Polonia por las tropas alemanas y soviéticas. En mayo de 1942, México declaró la guerra a Alemania y en diciembre de 1942, el primer ministro polaco Władysław Sikorski realizó una visita oficial a México y se reunió con el presidente mexicano Manuel Ávila Camacho. Para mostrar solidaridad con el pueblo polaco, México acordó aceptar 30.000 refugiados polacos, entre ellos 1.400 huérfanos polacos para establecerse en el estado de Guanajuato en el centro de México. Después de la guerra, muchos de los refugiados seguían viviendo en México.
Al final de la Segunda Guerra Mundial, México continuó manteniendo relaciones diplomáticas con la Polonia comunista. En 1960, ambas naciones elevaron sus misiones diplomáticas a nivel de embajadas. En 1963, el presidente Adolfo López Mateos se convirtió en el primer jefe de Estado mexicano en visitar Polonia. Ese mismo año, el primer ministro polaco Józef Cyrankiewicz realizó una visita oficial a México. Las relaciones diplomáticas continuaron sin cesar, incluso cuando Polonia pasó de tener un gobierno comunista a uno democrático en 1989. En 1998, el expresidente polaco Lech Wałęsa visitó México. Wałęsa regresó a México en diciembre de 2000 para asistir a la toma de posesión del Presidente Vicente Fox. El Presidente Fox visitaría Polonia en mayo de 2004.
En abril de 2017, el presidente polaco Andrzej Duda visitó México y se reunió con su homólogo mexicano Enrique Peña Nieto. Ese mismo año conmemoraron la apertura de una oficina polaca de inversión y comercio en la Ciudad de México.
En 2023, ambas naciones celebraron 95 años de relaciones diplomáticas.

## Visitas de alto nivel

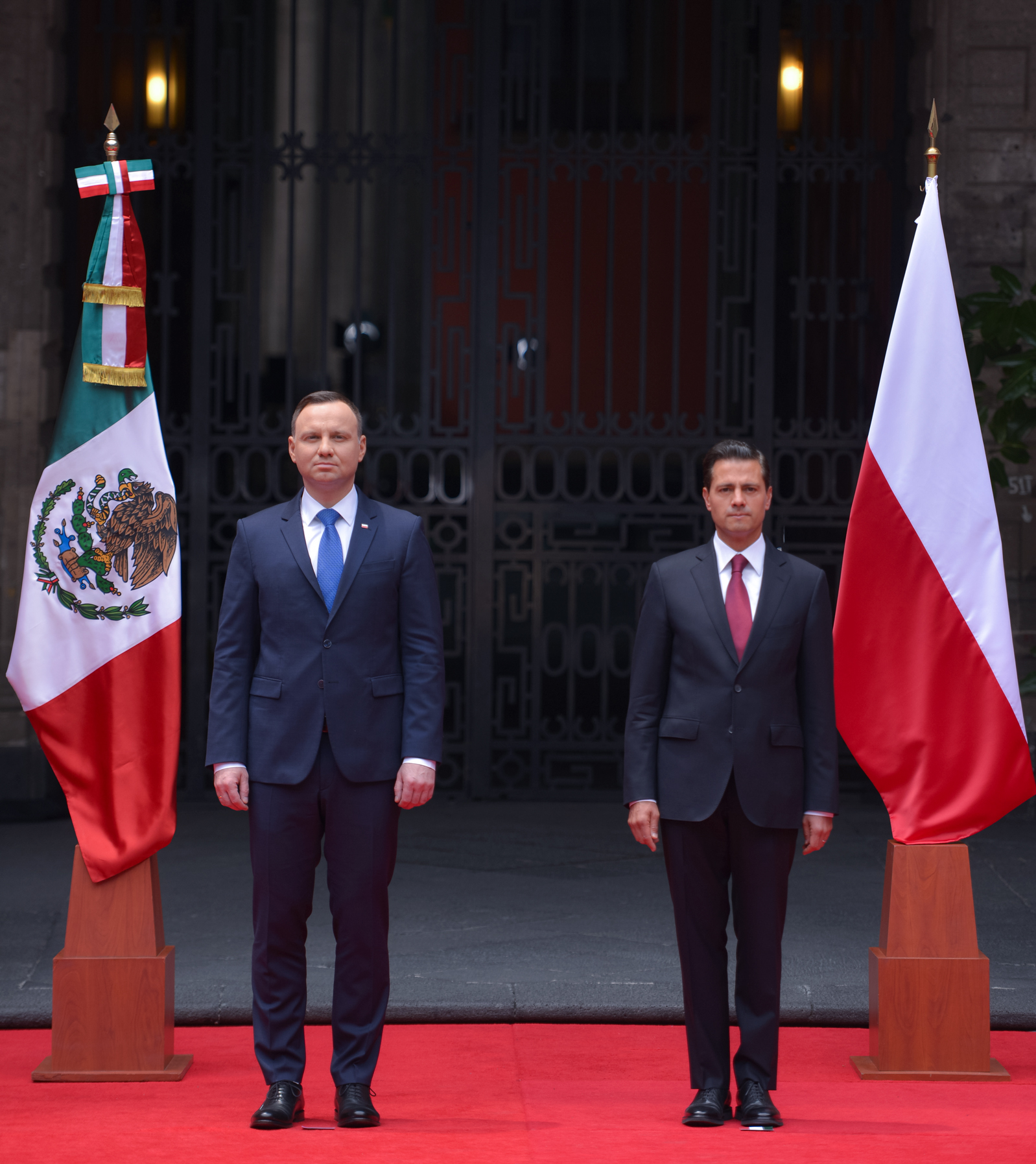
Presidente mexicano Enrique Peña Nieto con el presidente polaco Andrzej Duda en la Ciudad de México, 2017.

Visitas de alto nivel de México a Polonia
- Presidente Adolfo López Mateos (1963)
- Secretaria de Relaciones Exteriores Rosario Green (2000)
- Presidente Vicente Fox (2004)
- Secretario de Relaciones Exteriores José Antonio Meade (2015)

Visitas de alto nivel de Polonia a México
- Primer ministro Władysław Sikorski (1942)
- Primer ministro Józef Cyrankiewicz (1963)
- Jefe de Estado Henryk Jabłoński (1979)
- Primer ministro Jerzy Buzek  (1998)
- Ministro de Relaciones Exteriores Włodzimierz Cimoszewicz (2003)
- Presidente Alexander Kwasniewski (2004)
- Presidente Andrzej Duda (2017)

## Relaciones bilaterales
Ambas naciones han firmado varios acuerdos bilaterales, como un Tratado de amistad, comercio y navegación (1930); Acuerdo sobre relaciones consulares (1985); Acuerdo sobre transporte aéreo (1990); Acuerdo para evitar la doble imposición y prevenir la evasión fiscal en materia fiscal (1998); Acuerdo de cooperación científica y técnica (1998); Acuerdo sobre el establecimiento de consultas políticas (1998); Acuerdo de cooperación para combatir el crimen organizado y otros tipos de delitos (2002); Acuerdo de cooperación turística (2004); Acuerdo de cooperación educativa y cultural (2017) y un Acuerdo de crédito a la exportación (2017).

## Transporte y turismo
LOT Polish Airlines opera vuelos chárter estacionales entre el Aeropuerto Internacional de Cancún y el Aeropuerto de Varsovia-Chopin y el Aeropuerto Internacional de Katowice. En 2022, 66,000 ciudadanos polacos viajaron a México por turismo. Ese mismo año, 20.000 ciudadanos mexicanos visitaron Polonia.

## Relaciones económicas y comerciales
En 1997, México firmó un Tratado de Libre Comercio entre México y la Unión Europea, de la que Polonia es miembro desde que se unió en 2004. Desde entonces, el comercio entre las dos naciones se ha incrementado dramáticamente. En 2023, el comercio bilateral entre las dos naciones ascendió a $3 mil millones de dólares. Las principales exportaciones de México a Polonia incluyen: vehículos automóviles, tractores, ciclos y demás vehículos; unidades de memoria; navajas y máquinas de afeitar; y turborreactores, turbopropulsores y turbinas de gas. Las principales exportaciones de Polonia a México incluyen: vehículos automóviles y asientos; mercancías para el Programa de Promoción Sectorial de la Industria Automotriz y de Autopartes; y bombas de carburantes para inyección de diésel.
Las empresas multinacionales mexicanas como Cemex, Grupo Industrial Saltillo, Katcon, Orbia y Nemak; operan en Polonia mientras la cerveza y tequilas de México se encuentran fácilmente en Polonia. El vodka polaco y otros licores; están disponibles en resorts mexicanos y también se venden en tiendas en todo el país. Las compañías multinacionales polacas como Boryszew, Bury Technologies, Sanok Rubber y Tip-Topol operan en México. Hay aproximadamente 21 empresas polacas operando en México, la mayoría en la industria automotriz. Además, películas y Telenovelas mexicanas son ampliamente vistos en Polonia.

## Misiones diplomáticas residentes
- México tiene una embajada en Varsovia.[14]
- Polonia tiene una embajada en la Ciudad de México.[15]

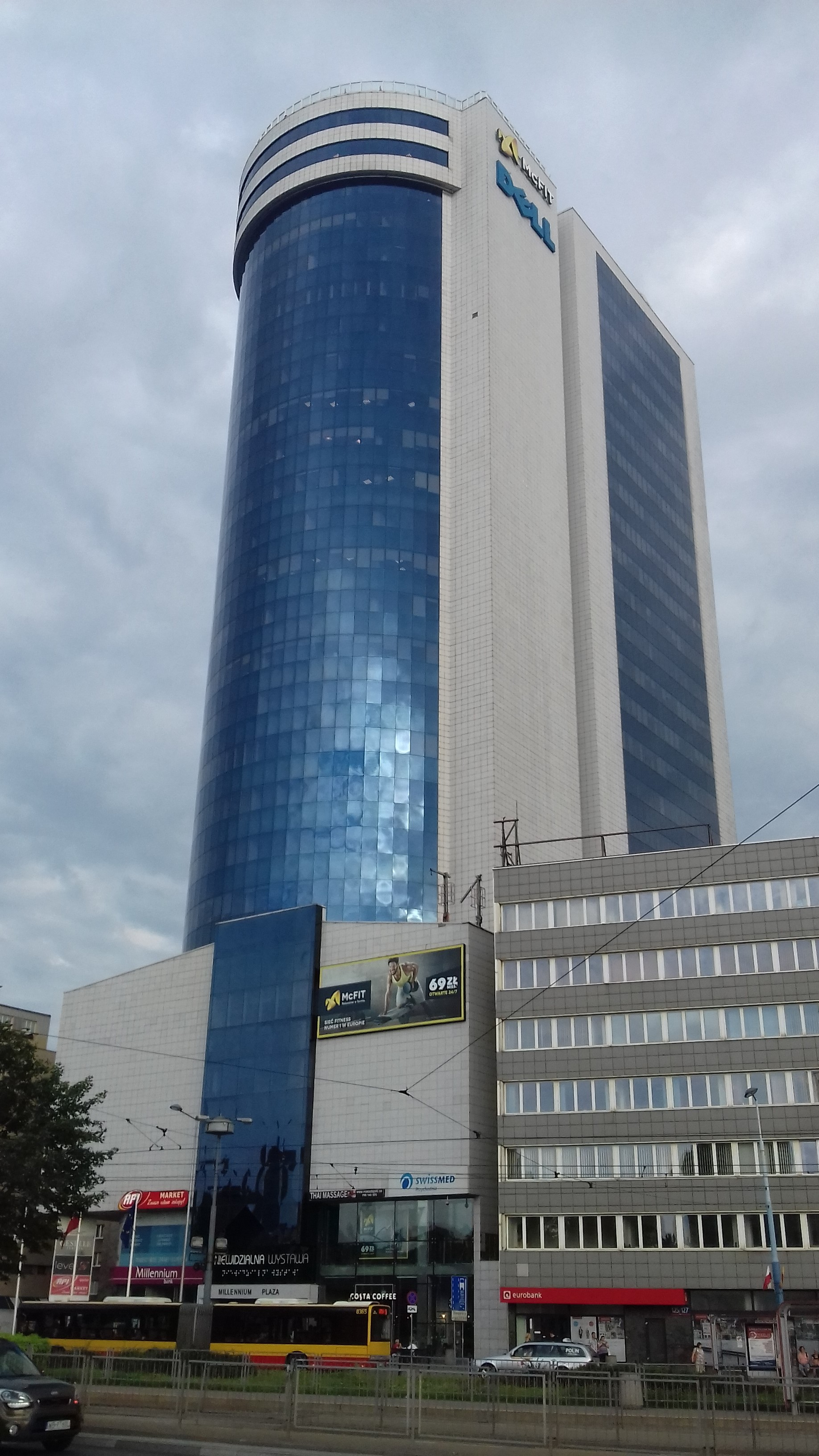
Torre Atlas alojando a la Embajada de México en Varsovia
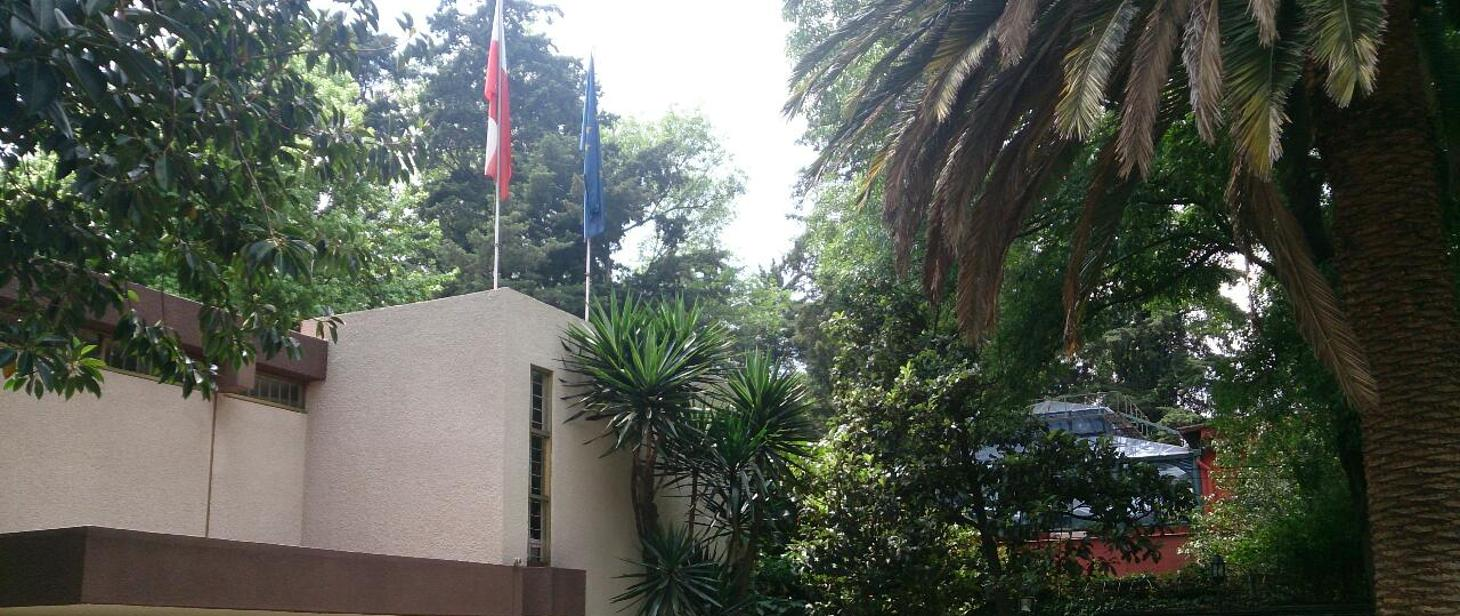
Embajada de Polonia en la Ciudad de México